# Peter Repka
Peter Repka (* 14. ledna 1944, Bratislava) je slovenský básník, prozaik, dramatik, publicista a člen skupiny Osamelí bežci.

## Životopis
Vzdělání získal na Slovenské technické univerzitě v Bratislavě. V roce 1970 emigroval do Německa, kde dodnes žije v Offenbachu nad Mohanem a pracuje v oblasti obchodu.

## Tvorba
První díla publikoval v roce 1962 v časopise Mladá tvorba, o rok později debutoval v almanachu mladých autorů Dúfam, že nevyrušujem, Eva…, ale samostatně knižně debutoval až v roce 1969 básnickou sbírkou Sliepka v katedrále. Vyjadřovala autorovy pocity ztráty a deziluze při přechodu z dětství do dospělosti a pocity životních ztrát.

### Poezie
Původní sbírky:
- Sliepka v katedrále (1969)
- Že-lez-ni-ce (1992)
- Priateľka púšť (1996)
- Karneval v kláštore (2002)
- Relikvie anjelov (2006)

Souborné sbírky:
- Básne (2005)

Přeložené sbírky:
- Ei-sen-bah-nen (1993)
- Die dreibeinige Nachtigall: Eine Auswahl von Gedichten der Einsamen Läufer (1994) – Ivanem Štrpkou a Ivanem Laučíkem

### Próza
- Vstaň a choď (1970)
- Pohybliví v pohyblivom (2007) – s Ivanem Štrpkou a Ivanem Laučíkem
- Pohybliví nehoria (2009) – s Ivanem Štrpkou a Ivanem Laučíkem
- Chvála zápisníku (2011)
- Spätné zrkadlo (2012)

### Drama
- Will Shakespeare (1972)
- Edko Letko (1972)